# Kanem-riget
Kanem-riget (ca. 700 – 1376) var et førkolonialistisk afrikansk rige bestående omtrentlig af dagens Tchad og Libyen. Ved højden af sit vælde bestod det af et område som ikke bare dækkede mesteparten af Tchad, men også dele af det sydlige Libyen og østlige Niger. Kanem-rigets historie fra 1200'erne og fremover er hovedsageligt kendt fra Girgam-krøniken som blev genopdaget i 1851 af den tyske opdagelsesrejsende Heinrich Barth.

## Oprindelsen
Kanem-riget begyndte at blive dannet engang i 700 e.Kr. som et resultat af folkevandring af et nomadisk folk kaldt Zaghawa, som talte Teda–Dazas sprog eller Toubou-gruppen. Med en oprindelse i nordøst blev de tvunget af tørke og politisk pres til at udvandre til de mere frugtbare områder nordøst for Tchad-søen. Da Zaghawa-folket, som Girgam-krøniken refererer til som Duguwa, ankom stedet var det allerede et folk der kaldt So som havde udviklet en form for et relativt avanceret ikke-centraliseret samfund beskyttet af bymure. Zaghawa-folket kom efterhvert til at dominere So-folket, men overtog også mange af deres kulturelle træk samtidig som de udkæmpede utallige krige med dem helt op til slutningen af 1500'erne.

## Duguwa-dynastiet
Kanem-riget blev lokaliseret til den sydlige ende af den transsahariske handelsrute mellem Tripoli og de beboede områder ved Tchad-søen. Zaghawa-folket opgav efterhvert nomadelivet og grundlagde en hovedstad i 700 e.Kr. ved den første dokumenterede konge eller mai, kendt som Sef af Saif. N'jimis hovedstad (som betyder syd på Teda-sproget) voksede i magt og betydning under Sefs søn Dugu. Denne overgang markerede begyndelsen på Duguwa-dynastiet. Kongerne blev betragtet som guddommelige og tilhørte den herskende klasse kendt som Magumi. Til trods for ændringer i den dynastiske magt skulle Magumi og titlen af Mai blive opretholdt i over tusind år.

## Sayfawa-dynastiet
Hovedfaktoren som påvirkede Kanem-rigets historie var den tidlige intrængning af islam. Nordafrikanske handelsfolk, berbere og arabere, bragte den nye religion med sig. I 1085 fjernede en muslimsk adelsmand ved navn Hummay den sidste konge Selma af Duguwa-dynastiet fra magten og etablerede således det nye dynasti Sayfuwa.
Indføringen af Sayfuwa-dyanstiet betød radikale ændringer for Kanem-riget. Først betød det en islamisering af hoffet og den statslige magt, og for de andre betød det, at rigets oprindelse og identificeringen af rigets grundlæggelse måtte skrives om. Efter 1200'erne begyndte associering af Mai Sef til den legendariske yemenitiske helt Sayf ibn Dhi Yazan. Således blev det normalt at kalde det nye herskende dynasti for Sayfawa i stedet for Sefuwa.

## Islam og Kanem-riget
Islam tilbød Sayfawa-herskerne fordelen af nye ideer fra Arabien og middelhavsområdet foruden læse- og skrivekyndighed i administrationen, men mange folk modsatte sig den nye religion frem for deres gamle, traditionelle tro og levevis. Da Hummay havde taget magten på grundlag af hans stærke islamske tilhængere er det antaget at Duguwa/Sayfuwu begyndte en form for indre opposition. Dette mønster af konflikter og kompromisser med islam gentog sig videre i Tchads historie.
I løbet af 1100'erne styrede Sayfawa over hele Kanem-riget. På samme tid trak Kanembu-folket sig tættere indtil de herskerne og øgede den voksende befolkning i Njimi. Selv om Kanembu-folket blev den største magtfaktor for Sayfuwa fortsatte Kanem-rigets herskere at rejse hyppigt gennem kongedømmet og specielt mod Bornu, vest for Tchad-søen. Nomader og bønder anerkendte regeringens magt og betalte tribut eller skat.

## Mai Dunama Dabbalemi
Kanem-rigets ekspansion nåede sit højdepunkt i løbet af det lange og handlingskraftige styre til Mai Dunama Dabbalemi (ca. 1221–1259), også fra Sayfawa-dynastiet. Dabbalemi indledte diplomatisk udveksling med sultanerne i nordlige Afrika og tilsyneladende også sørgede for at grundlagde et specielt herberge i Kairo for at gøre det lettere at drage på pilgrimsrejse til Mekka. I løbet af hans regime erklærede han jihad (hellige krig) mod de omliggende stammer og begyndelsen på en omfattende periode af erobringskrig. Efter at have konsolideret området omkring Tchad-søen og Fezzan-regionen (i dagens Libyen) ind under Kanem-rigets autoritet og rigets indflydelse strakte sig vestover til Kano (i dagens Nigeria), østover til Ouaddaï og sydover til kløvermarkerne i Adamawa (i dagens Cameroun). At afsætte disse grænser på kort kan dog være vildledende eftersom graden af kontrol strakte sig i ulig grad fra rigets centrum omkring Njimi til de fjerne udkanter hvor alliancer og skat var normalt kun symbolsk. Desuden kartografiske linjer er statiske og ikke repræsentative for bevægeligheden hos nomadeliv og folkevandring. Loyaliteten til folk og deres ledere var vigtigere for styringen end den fysiske kontrol over landområder.
Dabbalemi konstruerede et system mod militære kommandanter med autoritet over de folk, som blev erobret og underlagt. Dette system førte derimod til at de militære officerer overførte deres positioner til deres sønner og således omdannede positionen fra at være baseret på loyalitet og præstationer til en form for arvelig adel. Dabbalemi var i stand til at forhindre denne tendens, men efter hans død førte splid mellem hans sønner til at Sayfawa-dynastiet blev svækket. Dynastiske feider udviklede sig til borgerkrige og Kanem-rigets folk i ydterkantene begyndte snart at undlade at betale skat.

## Kanem-rigets nedgang og undergang
Efter at Dunama II døde, faldt riget hurtigt i en nedadgående spiral. Ved slutningen af 1300'erne havde de interne kampe og de ydre angreb slidt Kanem-riget i stykker.
Mellem 1342 og 1352 havde So-folket, som havde domineret Kanem-riget før Zaghawa, dræbt fire konger i kamp. Denne udbredelsen af konger resulterede i flere som gjorde hævd på tronen og førte til en række gensidige krige.
Den endelige begravelse af Sayfawas magt i Kanem-riget kom fra en invasion af det muslimske Bulala-folk fra området rundt Fitrisøen i Tchad. I 1376 havde Bulala fordrevet Sayfawa fra deres hovedstad og i 1388 havde erobret hele Kanem-riget. Folket blev igen tvunget tilbage til deres tidligere nomadeliv og udvandrede til vest for Tchad-søen hvor de efterhvert dannede et nyt rige i Bornu.